# 中正殿

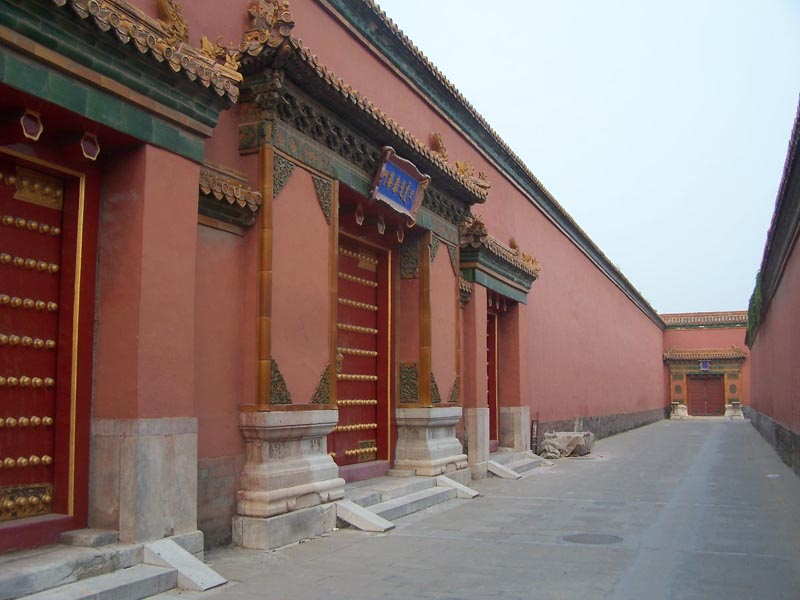
春华门。门前通道为西筒子。远处是啟祥門（外啟祥門）

中正殿（穆麟德轉寫：jung jeng diyan），位于北京紫禁城内廷外西路春华门内，是一组宫廷宗教场所，道教建築。明永樂十八年起造，原稱欽安殿，嘉靖朝更名玄極寶殿，另擇天一門內建欽安殿，隆慶朝改為隆德殿，崇禎朝改為中正殿。明仁宗崩於此。清朝为宫廷藏传佛教活动的中心。

## 简介
中正殿既是这组建筑中的一座殿堂的名称，又是这组建筑的总称。清朝文献档案中常将这组建筑总称为“中正殿”，包括10座主要建筑：中正殿、淡远楼、中正殿东西配殿、香云亭、宝华殿、梵宗楼、雨花阁、雨花阁东西配楼。

### 雨花阁、梵宗楼

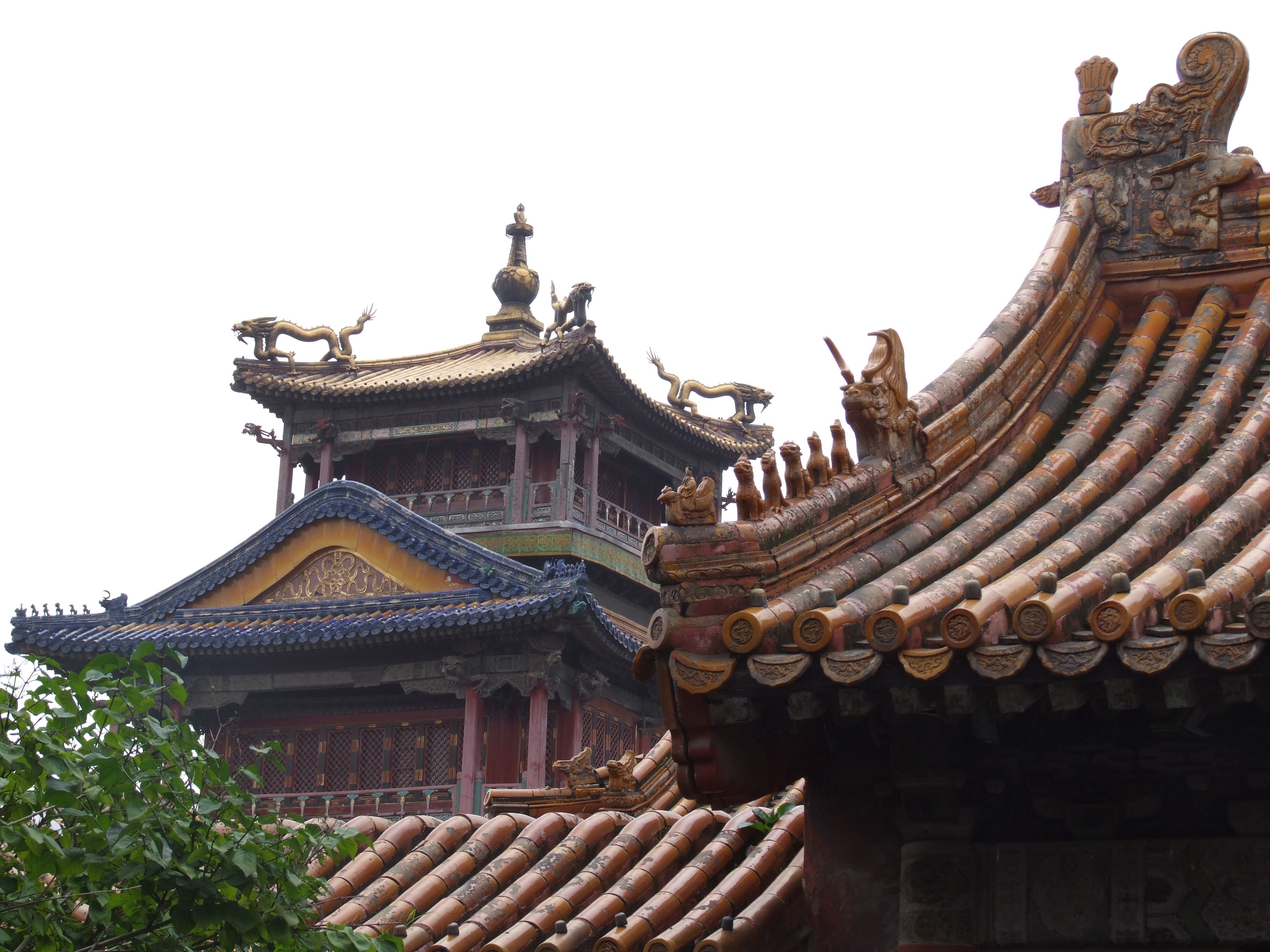
雨花阁

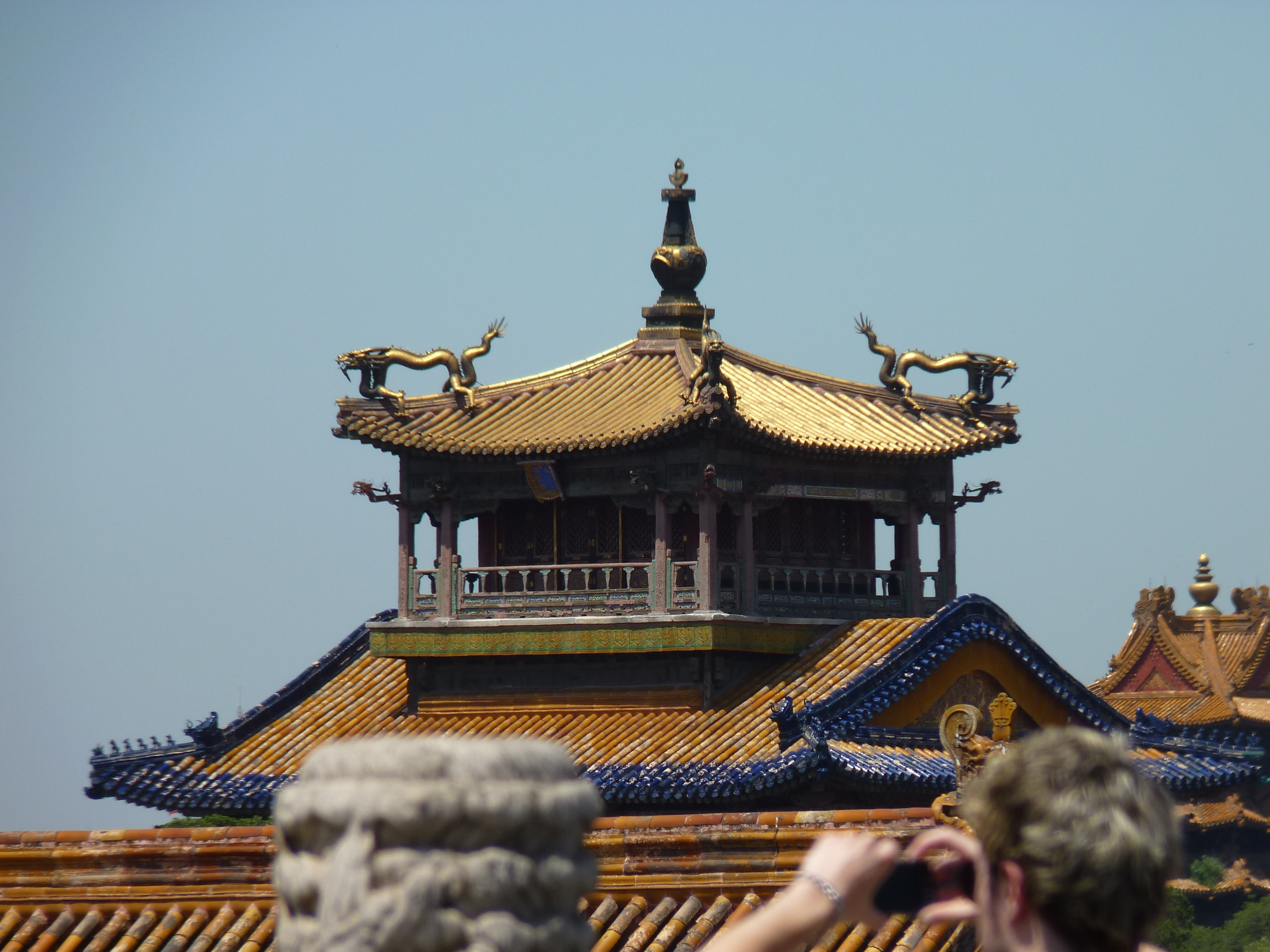
雨花阁

雨花阁是宫内数十座佛堂中的最大一处，也是中国现存最完整的藏密四部神殿。清朝乾隆十四年（1749年），乾隆帝接受蒙古三世章嘉国师的建议，仿西藏阿里古格的托林寺坛城殿，在原来明朝建筑的基础上改建成“雨花阁”，在阁内供奉西天梵像。
雨花阁是一座藏传佛教密宗佛堂，严格依照藏密的四部（事部、行部、瑜伽部、无上瑜伽部）设计。底层称为“智行层”，悬挂着乾隆帝御题“智珠心印”匾额，供奉无量寿佛等事部主尊，佛龛后面有乾隆十九年（1754年）制造的掐丝珐琅立体坛城3座。暗层称“德行层”，楼梯间前面设有供案，供奉行部佛像9尊，中心为宏光显耀菩提佛，佛母及金刚各4尊分列其左右。三层称“瑜珈层”，供奉瑜珈部佛像5尊。最顶层称“无上层”，供奉密集金刚、大威德金刚、上乐金刚各1尊。
农历每年四月初八日，宫内派喇嘛5名在雨花阁无上层诵《大布畏坛城经》。农历二月及八月初八日，各派喇嘛10名在雨花阁瑜珈层诵《毗卢佛坛城经》。农历三月及六月初八日、九月及十二月十五日，各派喇嘛15名在雨花阁智行层诵《释伽佛坛城经》。农历每月初六日，在雨花阁德行层安放《乌卜藏经》。
梵宗楼位于雨花阁西北，兴建于清朝乾隆三十三年（1768年），是中正殿区佛堂之中兴建时间最晚者。
雨花阁、梵宗楼所在院落的主要建筑有：
- 春华门：位于雨花阁正南。[1]
- 雨花阁：是一座楼阁式建筑，采用藏式佛教建筑风格。外观三层，一、二层之间靠北面设有暗层，形成“明三暗四”之格局。底层面阔三间、进深三间，四周出廊，乾隆三十二年（1767年）添建前檐抱厦三间；南面的明间开门，次间开有双交四椀菱花槅扇槛窗四扇；屋顶南北是卷棚顶，东西是歇山顶，屋面覆盖着绿琉璃瓦，屋脊及屋面剪边是黄琉璃瓦；檐下使用白玛曲孜、兽面梁头等等装饰，屋内的天花绘有六字真言以及法器图案。二层面阔三间、进深三间，南、东、西三面出平座；南面的明间开门，次间安装有槛窗，黄琉璃瓦蓝剪边卷棚歇山顶。顶层面阔一间、进深一间，正面开有四扇槅扇门，两侧则是槅扇窗；四面出平座，环绕着琉璃挂檐板；四角攒尖顶，屋面覆鎏金铜瓦，四脊各有一条铜鎏金行龙，宝顶安放鎏金铜塔。龙及塔共用铜将近一千斤，乾隆四十四年（1799年）曾经重造。[1]
  - 东配楼、西配楼：春华门内，是雨花阁前东、西两侧的东配楼、西配楼。[1]
- 梵宗楼：位于雨花阁西北，是一座依墙兴建的三开间卷棚歇山顶二层小楼。该楼体量极小，偏居雨花阁所在院落的西北隅，但供奉的主神地位很高。一楼供奉文殊菩萨青铜坐像，高1.1米，底座宽0.7米。二层供奉文殊菩萨化身大威德金刚青铜像，高1.72米，底座宽1.35米。这两尊像分别为清宫内最大的文殊菩萨造像与大威德金刚造像。二楼陈列狼皮、虎皮、黄狐狸皮、貂皮、猞猁皮等各种兽皮扁幡；铜镀金龙纹红漆箱两只，箱内分别供奉皇帝龙袍、衣饰、盔甲；兵器架两个，供奉刀枪及弓箭。上述供器意在将大威德金刚奉祀为战神。[3]

### 宝华殿、中正殿

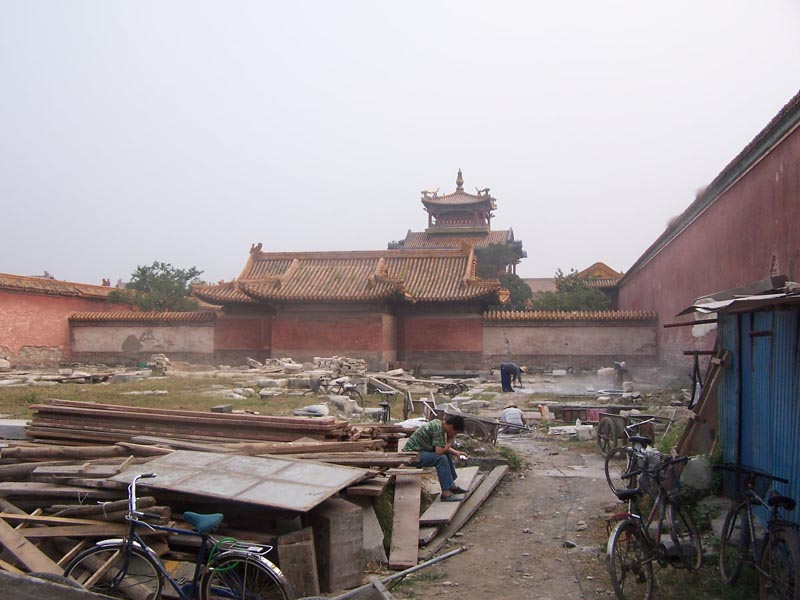
2005年的宝华殿。自北向南拍摄，远处为雨花阁。中正殿区复建竣工后，图中的空地已建为香云亭、中正殿、中正殿东西配殿，宝华殿两侧的墙已拆除。

宝华殿位于雨花阁后的昭福门内，为中正殿区内主供释迦牟尼佛的佛堂，如今殿内明间仍悬挂着咸丰帝御笔“敬佛”匾额。如今宝华殿的建筑保存完好，陈设仍在，但格局有变化。
康熙三十六年(1697年)，清廷在中正殿设立专管宫中藏传佛教事务的机构“中正殿念经处”，每年定期在中正殿区各个佛堂举办佛事活动。1923年夏，建福宫花园火灾殃及中正殿所在院落（昭福门以北院落），该院落除了宝华殿保存完整，香云亭、中正殿、中正殿东西配殿、东西配房、淡远楼、淡远楼东西配殿均被大火焚毁，仅余石台明遗迹。
2005年，故宫博物院与香港中国文物保护基金会合作完成建福宫花园复建工程以后，香港中国文物保护基金会继续捐资和故宫博物院合作，着手复建中正殿区。复建遵照“维持现状、恢复原状”的原则，以现存的遗址作为基础，通过史料记载、近代遗存的照片和资料，参照故宫内相似的建筑物设计并施工，施工采用传统材料及传统工艺。经过六年，中正殿区的复建工程完工。此次复建的建筑包括中正殿、淡远楼、淡远楼东西配殿、中正殿东西配殿、香云亭等建筑，都是经中华人民共和国国务院批准后复建的建筑。宝华殿在当年的火灾中虽然幸存，但建筑的后面部分也曾过火，在此次修缮中进行了保护性修缮，是此次修缮的建筑中唯一实施保护性修缮的古建筑。复建后的中正殿区重现了清朝乾隆时期的风貌。2012年11月27日，中正殿竣工典礼在故宫博物院中正殿区域举行。复建之后的中正殿区，成为故宫博物院藏传佛教文物研究中心，并且将一部分建筑辟成展厅，对内部展示故宫博物院收藏的藏传佛教唐卡、佛像、法器等文物。
2012年11月27日中正殿竣工典礼举办之日，中正殿开始举行两个内部展览，分别展示故宫博物院收藏的佛像及唐卡。此次展出的34件佛像中，有几尊原藏中正殿和宝华殿，其中包括遍观佛坐像、旃檀佛立像，这两尊佛像都是在当年的火灾中过火的文物。遍观佛坐像的面部、手臂、胸前均有烧痕，呈现灰色。佛像中还有一件是康熙帝为母亲祝寿而制造的四壁观音菩萨坐像，佛像莲座下沿，刻有汉文、满文、蒙古文、藏文四体铭文，该佛像的制造过程载于宫中档案。故宫博物院收藏有1000多幅唐卡，此次也择要展出，其中包括乾隆帝为纪念六世班禅而令宫廷画师绘的六世班禅写实肖像唐卡。
2012年11月27日，故宫博物院院长单霁翔表示，随着故宫西路的开放，中正殿将逐步努力向公众开放，他希望在今后两年内，故宫西路能对公众试开放，3年之后的2015年（即故宫博物院建院90周年），故宫西路正式向公众开放。作为故宫西路古建筑的组成部分，中正殿因受建筑面积限制，大面积对外开放的可能性较小，但未来也可考虑通过适当方式向公众开放。
宝华殿、中正殿所在院落的主要建筑有：
- 昭福门：位于雨花阁正北。进门便是宝华殿。[4]
- 宝华殿：宝华殿坐北朝南，面阔三间，进深一间，黄琉璃瓦歇山顶，后檐明间接有抱厦一间，和北面前檐出厦的中正殿相呼应，形成南北对称。清朝，宝华殿的明间陈设四方铜镀金大龛一座，龛内供奉金胎释迦牟尼佛一尊。龛前的供案上供奉观音菩萨及阿弥陀佛铜像。东次间、西次间沿墙的供案上陈设着佛像及供器。宝华殿内的日常佛事活动主要为喇嘛诵经、设供献等等。清朝皇帝每年多次来宝华殿拈香引礼。宝华殿前是一个广场式院落，院落中央的汉白玉须弥座上放置“大清乾隆乙巳年造”款三足宝鼎青铜大香炉一座，靠北的东西两侧各竖有汉白玉基座的幡杆一根。清朝，这个院落是宫内举办大型佛事活动的场地，例如一年举行一次的“送岁”、“跳布扎”等等活动。[4]
- 香云亭：位于宝华殿正北。
- 中正殿：位于香云亭正北。
  - 东配殿、西配殿：位于中正殿前的东、西两侧，介于中正殿、宝华殿之间。
- 淡远楼：位于中正殿正北。
  - 东配殿、西配殿：位于淡远楼前的东、西两侧。